# Apamea expallescens
Apamea expallescens är en fjärilsart som beskrevs av Otto Staudinger 1882. Apamea expallescens ingår i släktet Apamea och familjen nattflyn. Inga underarter finns listade i Catalogue of Life.